# Риђа болорија
Риђа болорија или титанија (лат. Boloria titania) врста је лептира из породице шаренаца (лат. Nymphalidae).

## Опис
У односу на сродне врсте, нешто је крупнија и тамнија. Шпиц задњег крила је заобљен, а са његове горње стране су крупне црне тачке и препознатљиви црни троуглићи по ивици. Код нас је има само у западном делу земље, где настањује шумске чистине и запуштене ливаде. Среће се спорадично на планинама централне и северне Европе.
Врста презимљава у стадијуму гусенице, и то у ранијим ступњевима. Зреле су у јуну, а одрасле јединке лете у летњим месецима. Гусеница одликује скоро црна боја интегумента, дуги, наранџасти сколуси (трнолике основе сета) који заобилазе медиодорзалну линију и пар роголиких израштаја на првом торакалном сегменту. Медиодорзална линија је двострука и нешто блеђа од интегумента. Главена капсула је релативно ситна, црна и сјајна. 

## Биљка хранитељка
Биљка хранитељка је биљка срчењак (Polygonum bistorta).